# 타인을 위한 보험계약
타인을 위한 보험계약이란 보험계약자가 타인을 보험의 수익자로 하고 그 타인을 위하여 자기명의로 체결하는 보험계약을 말한다. 타인을 위한 보험계약을 체결하는 경우에 그 타인의 위임을 필요로 하지 않는다. 다만, 손해보험계약의 경우 그 타인의 위임이 없는 때에는 보험계약자는 보험자에게 그 사실을 고지하여야 한다. 타인을 위한 보험계약을 체결한다는 명백한 의사가 없는 경우에는 자기를 위한 보험계약을 체결한 것으로 추정한다. 보험계약자는 보험계약 당사자로서 보험료지급의무, 고지의무, 위험의 변경 또는 증가에 대한 통지의무, 보험사고발생통지의무, 손해방지의무 등을 부담하고, 보험자는 보험금지급의무, 보험료반환의무, 보험료적립금 반환의무 등을 진다. 보험수익자(손해보험의 피보험자)는 보험금청구권이 있는 반면 고지의무, 각종의 통지의무 등을 부담한다.

## 학설과 판례
(1) 상법상의특수한보험계약설
피보험자 또는 보험수익자가 수익의 의사표시를 하지 않더라도 당연히 보험계약상의 권리를 취득하는 점에서 이는 민법상 제3자를 위한 계약으로 볼 수 없고 상법상의 특수한 보험계약이라고 보는 견해이다.
(2) 민법상제3자를위한계약설
타인을 위한 보험계약은 민법상 제3자를 위한 계약의 일종이나, 다만 민법상의 제3자를 위한 계약에서는 제3자가 수익의 의사표시를 함으로써 비로소 그 제3자의 권리가 발생하는 데 반하여, 타인을 위한 보험계약에서는 제3자가 수익의 의사표시를 하지 않더라도 당연히 보험상의 권리를 취득하는 점에서 차이가 있을 뿐이라고 한다.
(3) 대리설
타인을 위한 보험계약은 보험계약자가 보험금지급청구권자를 대리하여 체결하는 계약이라고 보는 견해이다.

## 타인을 위한 보험
제639조 (타인을 위한 보험) (1) 보험계약자는 위임을 받거나 위임을 받지 아니하고 특정 또는 불특정의 타인을 위하여 보험계약을 체결할 수 있다. 그러나 손해보험계약의 경우에 그 타인의 위임이 없는 때에는 보험계약자는 이를 보험자에게 고지하여야 하고, 그 고지가 없는 때에는 타인이 그 보험계약이 체결된 사실을 알지 못하였다는 사유로 보험자에게 대항하지 못한다.

(2) 제1항의 경우에는 그 타인은 당연히 그 계약의 이익을 받는다. 그러나, 손해보험계약의 경우에 보험계약자가 그 타인에게 보험사고의 발생으로 생긴 손해의 배상을 한 때에는 보험계약자는 그 타인의 권리를 해하지 아니하는 범위안에서 보험자에게 보험금액의 지급을 청구할 수 있다. (3) 제1항의 경우에는 보험계약자는 보험자에 대하여 보험료를 지급할 의무가 있다. 그러나 보험계약자가 파산선고를 받거나 보험료의 지급을 지체한 때에는 그 타인이 그 권리를 포기하지 아니하는 한 그 타인도 보험료를 지급할 의무가 있다.

## 같이 보기
- 타인을 위한 보험